# Euglyptoneura minuta
Euglyptoneura minuta är en insektsart som först beskrevs av Crawford 1914.  Euglyptoneura minuta ingår i släktet Euglyptoneura och familjen rundbladloppor. Inga underarter finns listade i Catalogue of Life.